# Grzybkówka
Grzybkówka (711 m) – wyraźny, choć mało wybitny szczyt w pasemku Stołowej Góry w Beskidzie Makowskim, w polskich Karpatach Zachodnich. Nazwa pochodzi od przysiółka Grzybkówka, należącego do Osielca, usytuowanego na południowo-zachodnim stoku góry.

## Położenie
Wznosi się ok. 1,6 km na południe od głównej osi pasma, w przecinającym je w poprzek (i biegnącym tu w przybliżeniu południkowo) grzbiecie wododziałowym między dorzeczami Skawy i Raby. Na północy grzbiet ten przez płytkie, częściowo zalesione siodło (ok. 667 m) łączy ją z Groniem (809 m), natomiast na południu przez nieco głębszą, szeroką przełęcz, przez którą biegnie droga z Osielca do Łętowni, łączy ją z grupą Przykieca (741 m) i Łysej Góry (643 m).

## Charakterystyka
W kierunku zachodnim od szczytu Grzybkówki odchodzi niski grzbiet, który - skręcając na Szataniej Górze (612 m) ku południowemu zachodowi - opada ku dolinie Skawy w Osielcu. Grzbiet ten od strony północno-zachodniej (od strony głównego ciągu pasemka Stołowej Góry) ogranicza dolinka potoku Osielczyk lub Osielec, zaś od strony południowo-wschodniej - dolinka Wronków Potoku. Natomiast w kierunku wschodnim krótki, szeroki grzbiet opada od szczytu Grzybkówki w widły Łętówki i jej lewego dopływu, Bąblówki, nad Łętownią.
Szczyt przedstawia się w postaci niskiej, dość foremnej kopuły. Stoki Grzybkówki pokrywają w większości łąki i pastwiska, w niższych położeniach pola uprawne, pomiędzy nimi z rzadka niewielkie enklawy lasu i zagajniki. Wierzchołek niezalesiony.

## Turystyka
Przez szczyt Grzybkówki, generalnie wspomnianym grzbietem wododziałowym, biegnie niebiesko znakowany  szlak turystyczny z Jordanowa na Koskową Górę. Góra cieszy się opinią dobrego punktu widokowego. W kierunku wschodnim widać szereg szczytów Beskidu Wyspowego, m.in. Łysinę, Zębalową, Śnieżnicę, Szczebel i Luboń Wielki oraz Gorce, zaś w kierunku zachodnim – m.in. Pasmo Jałowieckie oraz Żurawnicę, Prorokową Górę i masyw Leskowca w Beskidzie Małym.